# لیلا تانلار
لیلا تانلار (انگلیسی: Leyla Tanlar؛ زادهٔ ۱۳ دسامبر ۱۹۹۷) بازیگر، مدل، و ژیمناست اهل ترکیه است. وی از سال ۲۰۱۴ میلادی تاکنون مشغول فعالیت بوده است.